# Markus Pawlik
Markus Pavlik (Brema, 1966) è un pianista tedesco.

## Biografia
Ha iniziato a esibirsi pubblicamente a 7 anni ed è stato tre volte vincitore del Concorso nazionale tedesco per giovani musicisti "Jugend Musiziert". Si è diplomato alla Scuola Superiore di Musica di Hannover, allievo di Karl-Heinz Kemmerling. Successivamente si è perfezionato al Conservatorio dell'Aia con Naum Grubert. Nel 1982 ha vinto la prima edizione dell'Eurovision Young Musicians, tenutosi a Manchester. Tra gli episodi più importanti della carriera concertistica di Pavlik c'è la prima esecuzione mondiale del Concerto per pianoforte del compositore giapponese Ichiro Nodair (2003, con la Berkeley Symphony Orchestra diretta da Kent Nagano).
Pavlik si esibisce regolarmente sia in Europa che in Nord America, e negli ultimi anni ha vissuto principalmente a Los Angeles. Per una delle etichette musicali accademiche più importanti del mondo, la Naxos, Pawlik ha registrato un album di opere di Moritz Moszkowski (con l'Orchestra Sinfonica Nazionale della Radio Polacca diretta da Anthony Wit) e due album di musica per pianoforte solo dedicati alle opere di Max Reger e Ernst von Dohnányi. Nel 2017 ha partecipato alla realizzazione del film documentario musicale "Artur Schnabel: No Place of Exile", coprodotto dalla stazione televisiva ARTE, presentato in anteprima in tutta Europa nel 2018 e presentato alla Biblioteca del Congresso a Washington, nel dicembre 2018. L'artista ha interpretato nel film il ruolo del pianista Artur Schnabel.

## Discografia
- Ernst von Dohnányi: 6 Concert Etudes / Variations, Op. 29 / Ruralia Hungarica, Naxos 8.553332
- Peter Knell: Snapshots / Piano Sonata No. 1, / Prokof'ev: Visions fugitives (Pawlik) Dorian Sono Luminus, DSL-92165
- Moritz Moszkowski: Piano Concerto in E Major / From Foreign Lands Naxos 8.553989
- Max Reger: Improvisationen / Humoresken / Traume am Kamin, Naxos 8.553331